# クルトンヌ＝ラ＝ムルドラック
クルトンヌ＝ラ＝ムルドラック（仏: Courtonne-la-Meurdrac）は、フランスのノルマンディー地域圏、カルヴァドス県に属するコミューン。

## 地理
カーンから東に50km、リジューから東に8kmほどいった県東部の丘陵地帯に位置する。中心地はそれほど大きくなく、田園地帯の道沿いに家屋が散在する。鉄道の線路が通るほか、北には幹線道路のD137が東西に延びている。北にフィルフォル、東にマロールとコルドビュグル、西にグロのコミューンがある。

## 行政
- 首長：ジャック・ダルワン（Jacques d'Halluin、無所属、2003年9月から） セールスマン
- 前首長：ティエリー・ル・コルディエ（Thierry Le Cordier）

## 人口の推移[1]
| 1962年 | 1968年 | 1975年 | 1982年 | 1990年 | 1999年 | 2006年 | 2007年 |
| ------ | ------ | ------ | ------ | ------ | ------ | ------ | ------ |
| 541    | 538    | 445    | 569    | 609    | 654    | 691    | 699    |

## 観光スポット
- 教会 - 1926年7月19日に歴史的建造物指定[2]
- 慈善の間 - 1971年10月29日に歴史的建造物指定[3]
- アンフェルネルの館 - 1980年7月4日に歴史的建造物指定[4]
- 18世紀に建てられたグヴィ城
- 17世紀に建てられたウリー城 - 1965年12月20日に歴史的建造物指定[5]

## 姉妹都市
- ミニエリ（ルーマニア） 2005年から